# 鏡頭式相機

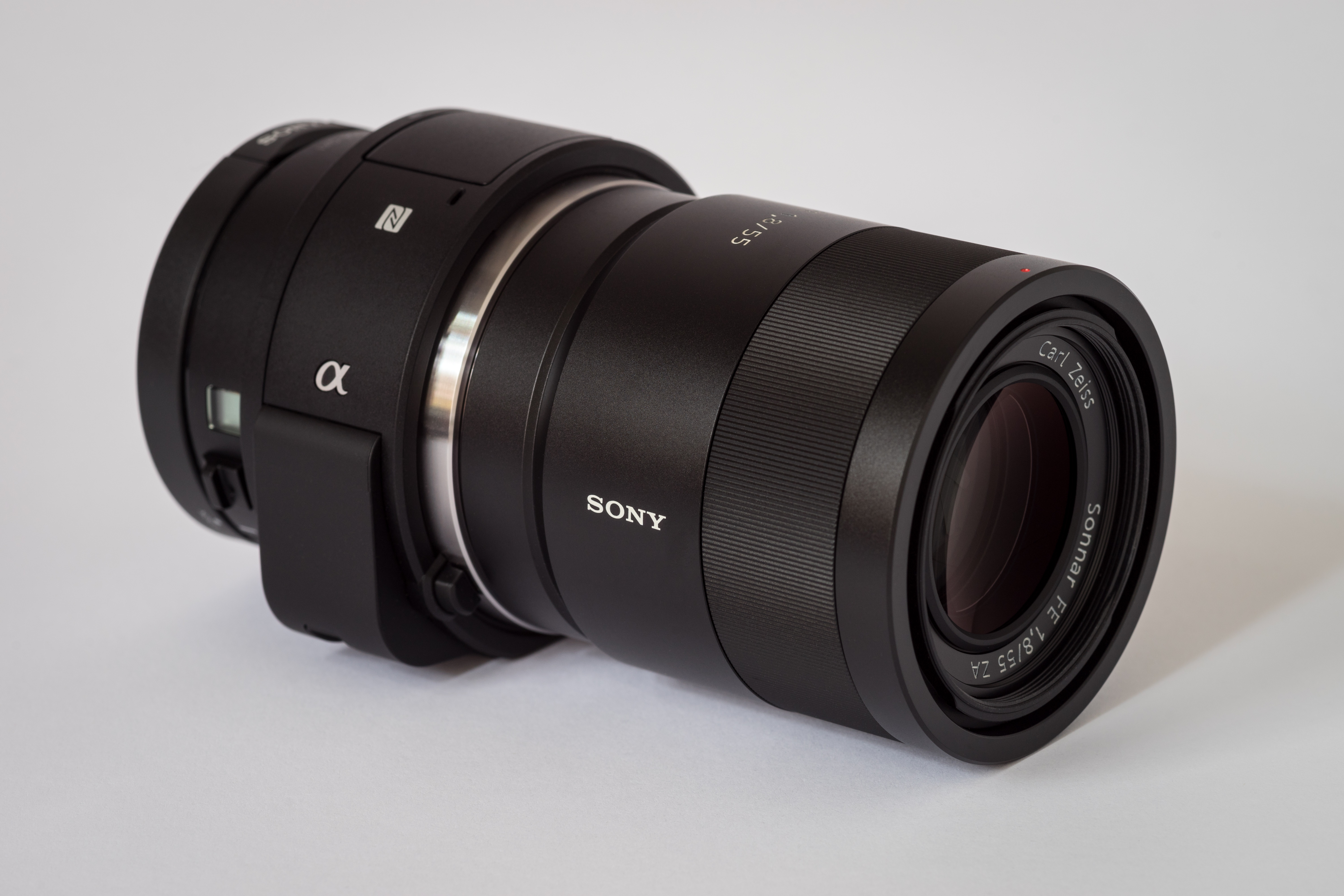
索尼ILCE-QX1鏡頭式相機

鏡頭式相機（Lens-style camera），又稱智慧型手機外接式鏡頭相機，是一種鏡頭形狀的數位相機，必須透過Wi-fi或NFC連接智慧型手機、平板電腦，並安裝官方的行動應用程式操作相機。鏡頭型相機是介於相機與手機型態之間的產品。

## 歷史
2013年，索尼公司發表DSC-QX10和DSC-QX100，可應用在Android手機與iOS手機。美國媒體CNET針對DSC-QX10評價，正評表示是一個好的「傻瓜相機」，照片品質優於當時智慧型手機；負評則表示行動應用程式的功能太少，手機也有嚴重耗電情形。
2014年，索尼公司發表DSC-QX30和ILCE-QX1。
2015年，奧林巴斯公司發表AIR A01。